# Nychiodes obscuraria
Nychiodes obscuraria är en fjärilsart som beskrevs av Charles Joseph de Villers 1789. Nychiodes obscuraria ingår i släktet Nychiodes och familjen mätare. Inga underarter finns listade i Catalogue of Life.